# Weeville
Weeville es el primer álbum de estudio de la banda neozelandésa Tall Dwarfs, lanzado el 1 de septiembre de 1990 por Flying Nun Records.

## Lista de canciones[6]
1. "Lag"
2. "What More"
3. "Breath"
4. "Skin Of My Teeth"
5. "Crawl"
6. "Sign The Dotted Line"
7. "Pirouette"
8. "Lucky"
9. "Bodies"
10. "Mr. Broccoli"
11. "Lie"
12. "The Winner"
13. "Rorschach"
14. "Tip Of My Tongue"
15. "Ozone"
16. "Hallelujah Boy"